# Záhuby
Záhuby je malá vesnice, část obce Zelenecká Lhota v okrese Jičín. Nachází se asi 1 km na jihozápad od Zelenecké Lhoty. V roce 2009 zde bylo evidováno 35 adres. V roce 2001 zde trvale žilo 39 obyvatel.
Záhuby je také název katastrálního území o rozloze 3,39 km2.